# オフィスエラン
株式会社オフィスエランは日本の企業。主にコンテンツに関する企画会社兼ソフトウェアメーカー。所在地は東京都世田谷区。
主にマルチメディア電子書籍の企画開発を行っており、同社では自社ノベルソフトを「オーディオビジュアルノベル」と呼称し、登録商標としている。
東映アニメーションによる「ゲゲゲの鬼太郎」プロモーションwebサイト企画から業務を開始し、その後ゲームコンテンツの企画・ムービー制作・音声収録と多岐にわたる業務を行っている。実写によるDVD制作も行う。
自社ソフトウェアブランドとして「トリニトライ」を運用しており、「ライフウィズアイドル」シリーズを企画制作している。同タイトルは2008年8月にWindows用ノベルソフトとして発売され、Yahoo!Japanトップニュースで報道された。その後2009年8月に続編が発売されている（販売：株式会社イーネット・フロンティア)。関連商品として楽曲を音楽配信とCDにより発売。本編、webラジオ等を含む関連の制作は全て自社にて行われている。
2010年10月に、初のiPad用オーディオビジュアルノベルとしてSF作家小松左京の児童向けSF「空中都市008 -アオゾラ市のものがたり-」を発売。
公式Webサイトにはライフウィズアイドルに次ぐ2011年オリジナル新作「夏雲の空へ」についても記載されている。
- 一般社団法人日本動画協会準会員（アニメーション制作会社団体）
- 一般社団法人コンピュータソフトウェア著作権協会(ACCS)正会員（ソフトメーカーによる著作権保護団体)。